# Eudinosauria
De Eudinosauria zijn een groep Dinosauriformes die materieel overeenkomt met de Dinosauria, zoals meestal gedefinieerd. De term is in onbruik geraakt.
In 1992 wilde de Argentijnse paleontoloog Fernando E. Novas als eerste een definitie geven van de Dinosauria als klade, dus als afstammingsgroep. Hij wist dat het concept zoals het op dat moment geïnterpreteerd werd, gebaseerd was op de impliciete definitie: de laatste gemeenschappelijke voorouder van de Saurischia en de Ornithischia en al zijn afstammelingen. Novas zag echter een probleem met deze definitie: onlangs waren er enkele basale soorten ontdekt, samen de groep Herrerasauridae vormend, die door iedereen als dinosauriërs werden aangeduid maar waarvan hij op dat moment aannam dat ze vermoedelijk buiten de Dinosauria zouden vallen als die groep als bovenstaand gedefinieerd zou worden. Novas had dit als consequentie kunnen aanvaarden maar hij koos ervoor het bereik van het concept zoals het op dat moment gold te handhaven en definieerde de Dinosauria als: de laatste gemeenschappelijke voorouder van de Saurischia, de Ornithischia en de Herrerasuridae en al zijn afstammelingen. Dit schiep de behoefte aan een term voor de minder omvattende groep die overeenkwam met de eerdere impliciete definitie en daarvoor creëerde hij de term: Eudinosauria, de "ware dinosauriërs" (dus niet afgeleid van het klassiek Griekse eudeinos, "kalm"), met dus als definitie: de laatste gemeenschappelijke voorouder van de Saurischia en de Ornithischia en al zijn afstammelingen.
Novas liet zich bij zijn naamgeving beïnvloeden door een hoofdstuk geschreven door Michael Benton in het standaardwerk The Dinosauria uit 1990: Benton gaf daarin een onderhoofdstukje de titel The "True" Dinosaurs, welke aanduiding hij gebruikte voor de klade Ornithischia plus Saurischia met uitsluiting van de Herrerasauria. Benton gaf geen definitie, maar wel drie vermeende synapomorfieën van deze klade: de trochanter minor had een kam of uitsteeksel; het uiteinde van de tibia was verbreed; het bezit van minstens drie bekkenwervels. Omdat "Eudinosauria" een letterlijke vertaling is van True Dinosaurs, wordt Eudinosauria in sommige literatuur wel aangegeven met Benton als naamgever in de vorm (Benton 1990).
Rond 1994 werd dit probleem opgelost doordat nieuwe kladistische analyses uitwezen dat de Herrerasauridae basale Theropoda waren en dus ook gedekt werden door de "minder" omvattende definitie (die achteraf dus even omvattend bleek te zijn); deze zou hierop de gebruikelijke worden voor de Dinosauria; Novas' definitie van Dinosauria raakte zo in onbruik en zijn Eudinosauria – als term toch al niet door andere geleerden overgenomen – werd overbodig.
In 2005 meende Paul Sereno dat het feit dat deze definitie de eerste was, niet als reden beschouwd kon worden om de prioriteit van Eudinosauria boven Dinosauria te eerbiedigen – wat bij klades toch al niet verplicht is.

## Voetnoten
1. ↑  Novas, F.E., 1992, "Phylogenetic relationships of the basal dinosaurs, the Herrerasauridae", Palaeontology (35) p.60
2. ↑  Benton, M.J., 1990, "Origin and relationships of the dinosaurs", in Weishampel, D.B., Dodson, P., and Osmolska, H. (eds.), The Dinosauria, University of California Press, Berkeley, p. 20